# Heybridge Basin
Heybridge Basin är en by och civil parish i distriktet Maldon, i grevskapet Essex, i England. Byn är belägen 15,8 km från Chelmsford. Orten har 767 invånare (2015). De civil parish bildades den 1 april 2020.